# Alan Halsall

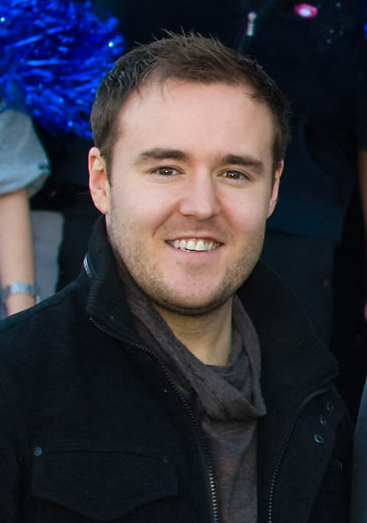
Alan Halsall (2011)

Alan David Halsall (* 11. August 1982 in Salford, England) ist ein britischer Schauspieler, der durch seine Rolle als Tyrone Dobbs in der britischen TV Soap Coronation Street bekannt wurde, den er seit November 1998 spielt.
Er hatte auch Rollen in Heartbeat und Queer As Folk.
Am 13. Juni 2009 heiratete Halsall seine Schauspielkollegin Lucy-Jo Hudson. Das Ehepaar hat eine 2013 geborene Tochter.

## Filmografie (Auswahl)
- 1997–1998: Children’s Ward (Fernsehserie, 5 Folgen)
- 1998: The Cops (Fernsehserie, 5 Folgen)
- 1998–1999: Heartbeat (Fernsehserie, 4 Folgen)
- 1998–2016: Coronation Street (Fernsehserie)
- 1999: Queer as Folk (Fernsehserie, 2 Folgen)
- 2003: Children in Need (Fernsehserie, 1 Folge)
- 2008: TV Burp (Fernsehserie, 1 Folge)
- 2014: Text Santa 2014 (Fernsehfilm)
- 2015: Text Santa 2015 (Fernsehfilm)

## Auszeichnungen
- 2013: National Television Award – Serial Drama Performance (Coronation Street)
- 2013: British Soap Award – Bester Schauspieler (Coronation Street)